# Герб Уфы
Герб Уфы — официальный герб города Уфы (городского округа город Уфа). 
Утверждён решением Совета городского округа город Уфа Республики Башкортостан от 12 октября 2006 года № 16/4. Герб изменён в 2010 году решением от 17 мая 2007 года № 24/19): добавилось обрамление в виде венка из золотых дубовых ветвей с золотыми листьями и золотыми желудями, поверх наложена золотая лента, на которой между верхними концами венка добавлена надпись золотыми прописными буквами «1574»).
Автор герба — Салават Гилязетдинов. Номер в Геральдическом регистре РФ — 3000.
Современный герб города Уфы создан на основе исторического герба 1782 года.
Герб может изображаться с короной городского округа - золотой башенной короной о пяти зубцах, имеющей на обруче лавровый венок.
Уфа получила почётное звание «Город трудовой доблести» 2 июля 2020 года благодаря указу Президента Российской Федерации. 
Город получает право изображаеться с золотой башенной короной и лавровым венком на обруче, которые указывают на то, что город имеет статус городского округа и столицы региона, к короне добавлены два скрещенных молота. В связи с присвоением Уфе статуса "Город трудовой доблести".

## Описание и обоснование символики
Геральдическое описание герба (блазон) гласит:
В серебряном поле бегущая по зелёной земле куница натурального коричнево-бурого цвета.
Центральной фигурой герба является куница натурального коричнево-бурого цвета в позе свободного бега. Приподнятая голова с вытянутой и красиво изогнутой шеей придают кунице уверенность и спокойствие. Вся её фигура, горделивая поза, мех с позолотой олицетворяют богатство, гордость и достоинство. Серебряный цвет поля герба — символ веры, чистосердечности и благородства. Зелёный цвет оконечности герба символизирует изобилие, радость, свободу, покой и мир.

### Куница
Появление куницы на гербе Уфы исторически обосновано. Е. Зябловский в книге «Землеописание Российской империи для всех состояний» пишет: «Куница водится в разных местах, но лучше всего около Уфы». Мех куницы и соболя издавна ценился на Руси, и, на основе договора с русским царём, башкиры условились платить ясак мехом куницы.

## Порядок официального использования
Использование герба регламентируется решением Совета городского округа город Уфа Республики Башкортостан от 12 октября 2006 года № 16/4.

### Нарушение использования изображения
В 2010 году депутаты на заседании городского Совета Уфы обсудили применение уфимской геральдики. Введён штраф за неправильное использование геральдики: для физических лиц в размере от 100 до 300 рублей, а для юридических — от тысячи до трёх тысяч рублей.
В 2010 году часы уфимского Главпочтамта ушли на реставрацию из-за использования устаревшего герба Уфы.

## История

### Первый герб
В середине XVII века в Приказе Казанского дворца изготовлена печать Уфимской приказной избы с изображением бегущей куницы. Сохранилось несколько оттисков печати 1650-х, в диаметре около 2 см, на которых изображена куница, под ней — стилизованное растение, а вокруг надпись «Печать Уфимского города». В описании печатей царя Алексея Михайловича (примерно до 1665) упомянута печать Уфы: «… на Уфе — куница».

#### Знамя гарнизонного полка
В июне 1728 года Верховный тайный совет издал указ о введении нового образца знамён. Знамённый гербовник составлен в 1729 году под руководством Б. К. Миниха и при участии художника А. Баранова. В гербовник вошли рисунки гербов для 85 полков и рисунок для знамени лейб-регимента.
В конце 1720-х Герольдмейстерской конторой, герольдмейстером Ф. М. Санти, и художниками Н. Чернавским и П. Гусятниковым, представлены два проекта нового герба Уфы — старый, с изображением куницы, и новый, с силуэтом бегущей лошади — «в золотом щите белая лошадь, бегущая по зеленой траве».
8 марта 1730 года Военная коллегия получила от Правительствующего Сената уведомление, что гербы для Знамённого гербовника утверждены, с распоряжением изготовить полковые знамёна с соответствующими рисунками. Герб Уфимского гарнизонного полка:
В золотом щите на красном поле белая лошадь, бегущая по зелёной земле
В результате, оба герба были утверждены, и возникла странная ситуация — Уфа получила одновременно два герба.

### Второй герб 1782 года
23 декабря 1781 (3 января 1782) года указом императрицы Екатерины II было учреждено Уфимское наместничество. Вскоре, в 1782 году, был утверждён наместнический герб, он же герб города Уфы:.
В серебряном поле бегущая по зелёной земле куница натурального (чёрного или коричнево-бурого) цвета.
Этот герб восходит к самым первым территориальным эмблемам, известным российской истории — к большой государственной печати 1577 года, на которой помещены знаки основных входящих в состав России территорий и, в частности, «Печать Югорская» и «Печать Болгарская». В терминологии XVI в. Югорской землёй обтекаемо назывался весь Урал и Зауралье, а Болгарской землёй — Прикамье и Среднее Левобережье Волги — то есть примерно те земли, которые сегодня занимает Башкортостан. Печать Болгарская представляла собой изображение некого среднего по размерам идущего зверя, печать Югорская — бегущую куницу. Именно на основании этих печатей и составлен уфимский герб, который получил формальное утверждение 3 (16) июля 1782 года.
Автор герба, утверждённого 8 июня 1782 года, действительный статский советник А. А. Волков. Блазон герба гласил:
Бегущая куница в серебряном поле, в знак таковых зверей изобилия.

### 1839 год
30 декабря 1839 года в связи с вхождением Уфы в состав Оренбургской губернии утвержден другой герб:
В верхней части щита герб Оренбургской губернии. В нижней серебряной части бегущая куница.

### Проект герба 1874 года
Подготовлен в рамках геральдической реформы Б. Кёне. Утвержден не был.
Бегущая куница в серебряном поле. Щит увенчан серебряной стенчатой короной и окружён золотыми колосьями, соединенными Александровскою лентою

### Советский период
Символика дореволюционной Уфы — бегущая куница — сохранилась в гербах Советского и Ленинского районов Уфы, сейчас — в Калининском.
Член Всероссийского геральдического общества Ильдар Шаяхметов отмечает:
За советскую историю герб Уфы менялся несколько раз. В 1950-70-е годы вводились индустриально-промышленные штампы. В результате этого были отброшены почти все принципы создания геральдических символов. В последний раз уфимский герб изменил свой облик в 1994 году. Цельный, одноцветный щит превратился в рассеченный на две половинки. Цвет куницы стал белым. По всем характеристикам это уже совершенно иной герб. Он сильно политизирован, так как цвета щита по описанию (голубой и алый) повторяют цвет флага РСФСР. Таким образом, авторы герба хотели подчеркнуть принадлежность города Уфы к группе российских городов.

### 1991—2006 годы
В 1991 году был введён новый герб Уфы. Утверждён сессией горсовета народных депутатов 14 февраля 1991 года и просуществовал до октября 2006 года. Автор композиции герба — Юрий Мухтарович Еремеев.
В щите, рассечённом лазурью и червленью, серебряная бегущая куница.

По другим источникам, постсоветский герб был утверждён 19 октября 1994 года.
Поле щита рассечено на две равные части. Правая — голубого цвета, символизирует красоту природы, окружающую Уфу: воды Агидели, Караидели, Демы, на месте слияния которых основан город. Левая — алая, символ мужества, стойкости города и его жителей на протяжении всей истории.
Этот герб не был одобрен Геральдическим советом при Президенте Российской Федерации, в связи с чем Государственный герольдмейстер Георгий Вилинбахов сказал:

Старый герб Уфы занимает особое место в сокровищнице российской геральдики и является символом более чем с 400-летней историей. В России лишь 30 городов могут использовать символы столь древние и достойные.
К сожалению, в геральдический реестр современный герб Уфы не может быть включен, поскольку не похож на настоящий — исторический, в котором присутствовали серебряное поле, зелёная трава и куница чёрного или натурального (коричнево-бурого) цвета. Геральдический совет при президенте Российской Федерации осознает сложность вопроса замены уже существующего герба на новый и готов оказать любую помощь и поддержку.
— Георгий Вилинбахов

## Использование
В конце 2008 Комитетом по физической культуре и спорту Администрации города Уфы и Туристско-спортивным союзом Республики Башкортостан на вершине горы Уфы в Белорецком районе установлена памятная табличка с изображённым на ней гербом Уфы.

### В архитектуре
На фасаде главного входа Крестьянского поземельного банка Уфы выполнена лепнина в виде цветочного орнамента и герба Уфы.

### В геральдике
Герб Уфы, как административного центра, использовался в гербе Уфимского наместничества в 1782, а затем Уфимской губернии. Уфимская куница используется в гербе Белорецка, герб Мелеуза и гербе Сибая, а ранее использовалась в историческом гербе Белебея, гербе Бирска, гербе Стерлитамака.

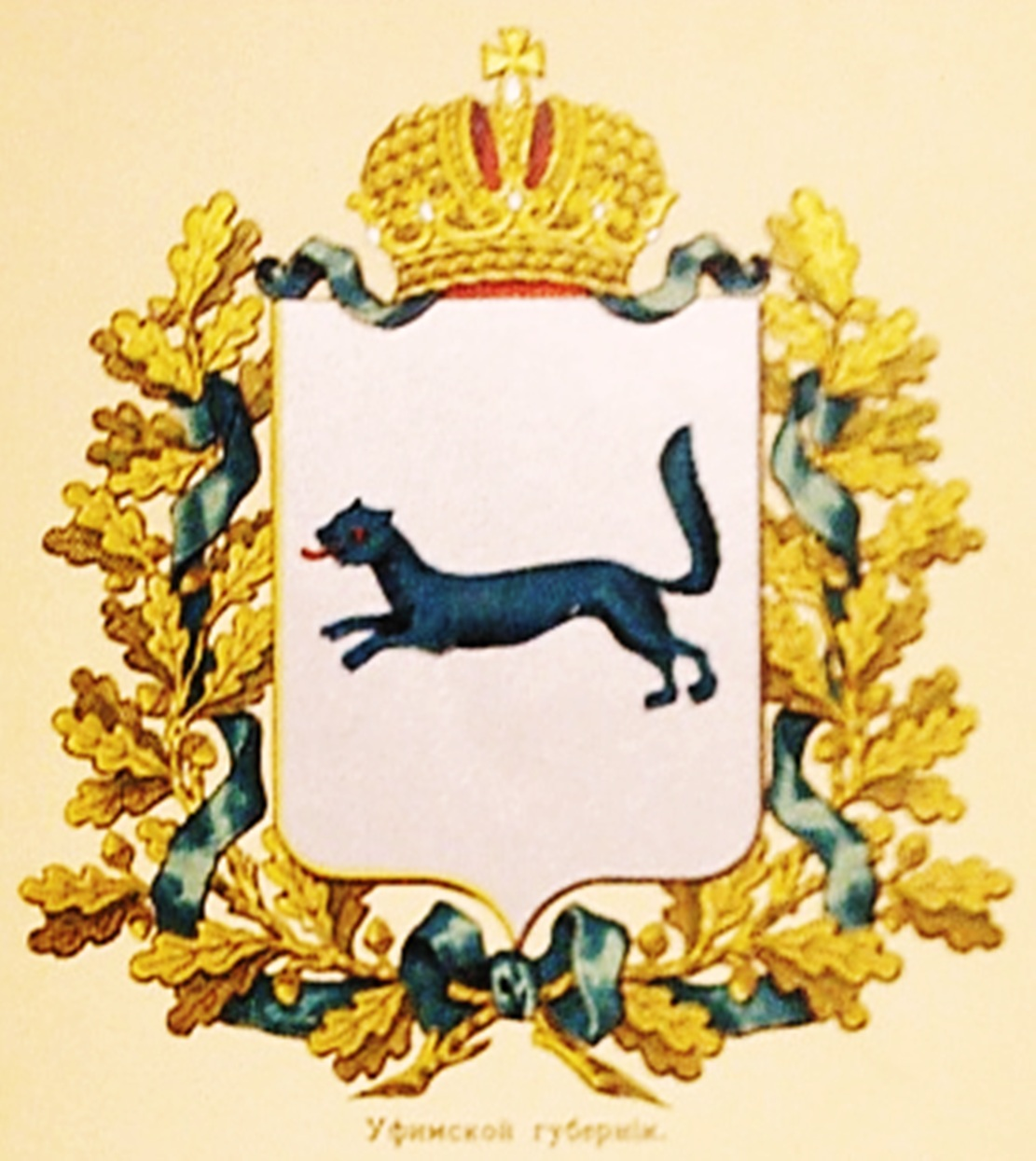
Герб Уфимской губернии
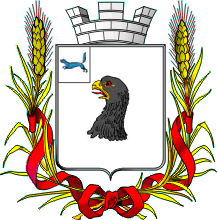
Герб Бирска (1874 год)
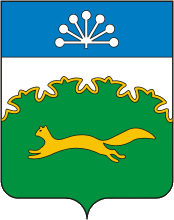
Герб Сибая (2002 год)
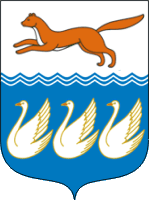
Герб Стерлитамака (2006 год)
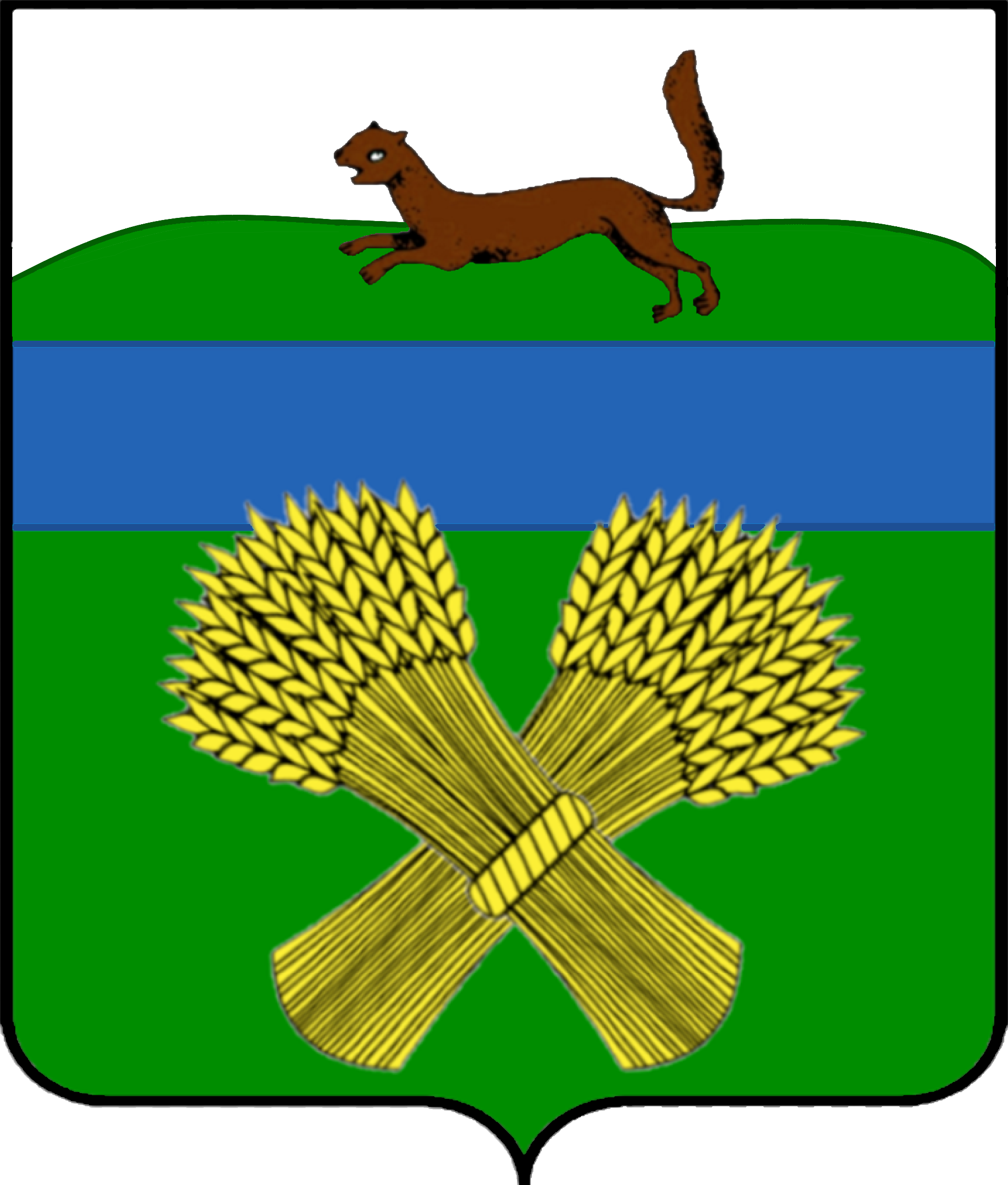
Герб Мелеуза
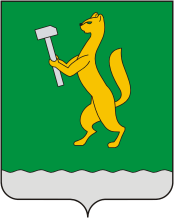
Герб Белорецка (2006 год)
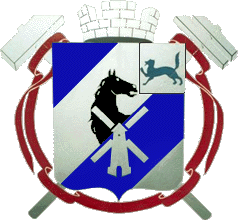
Герб Давлеканово
Герб Оренбургской области

### В нумизматике
Герб Уфы изображён справа на реверсе монеты «Монумент Дружбы, г. Уфа» серии «Памятники архитектуры России» 1999 года.

### В филателии
Герб Уфы изображён на почтовой марке блока «Республика Башкортостан» серии «Гербы субъектов и городов Российской Федерации» 2019 года. 